# Stoibadeion

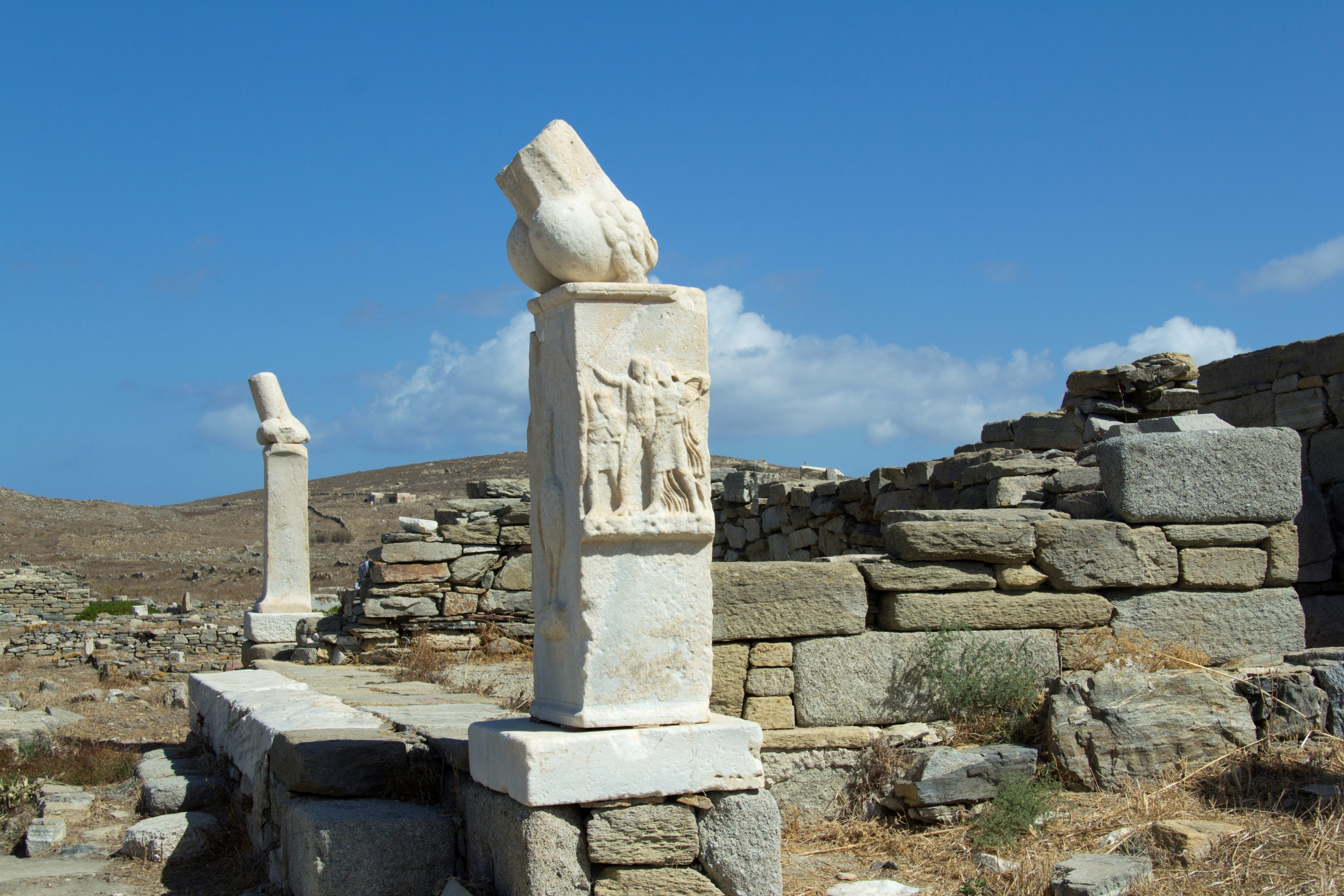
Tempel des Dionysos auf Delos

Stoibadeion (Stoivadeion) ist ein griechischer Tempel auf der Insel Delos.
Der Grundriss des Tempels ist rechteckig. Im Tempel stand eine von zwei Paposilenoi-Figuren flankierte Statue des Gottes Dionysos. Die beiden Figuren befinden sich aus Sicherheitsgründen im Museum von Delos. Zwei Säulen an den Seiten der Tempelplattform werden von jeweils einem großen Phallus gestützt, dem Symbol des Gottes Dionysos. Die südliche Säule des Tempels wird von einem Relief geschmückt, das Szenen aus dem Dionysos-Mythos zeigt. Die drei Seiten der südlichen Seite mit weiteren Reliefs zeigen zentral einen Hahn, aus dessen Hals und Kopf ein Phallus ragt. An den Seiten zeigen Figurengruppen Dionysus und Mänaden. Auf der einen Seite ist in kleinerer Version Silenos und auf der anderen eine Figur des Gottes Pan zu sehen ist. Laut Inschrift auf der südlichen Säule wurde diese rund 330 v. Chr. von einem Künstler aus Delos mit dem Namen Carystos errichtet.

## Galerie

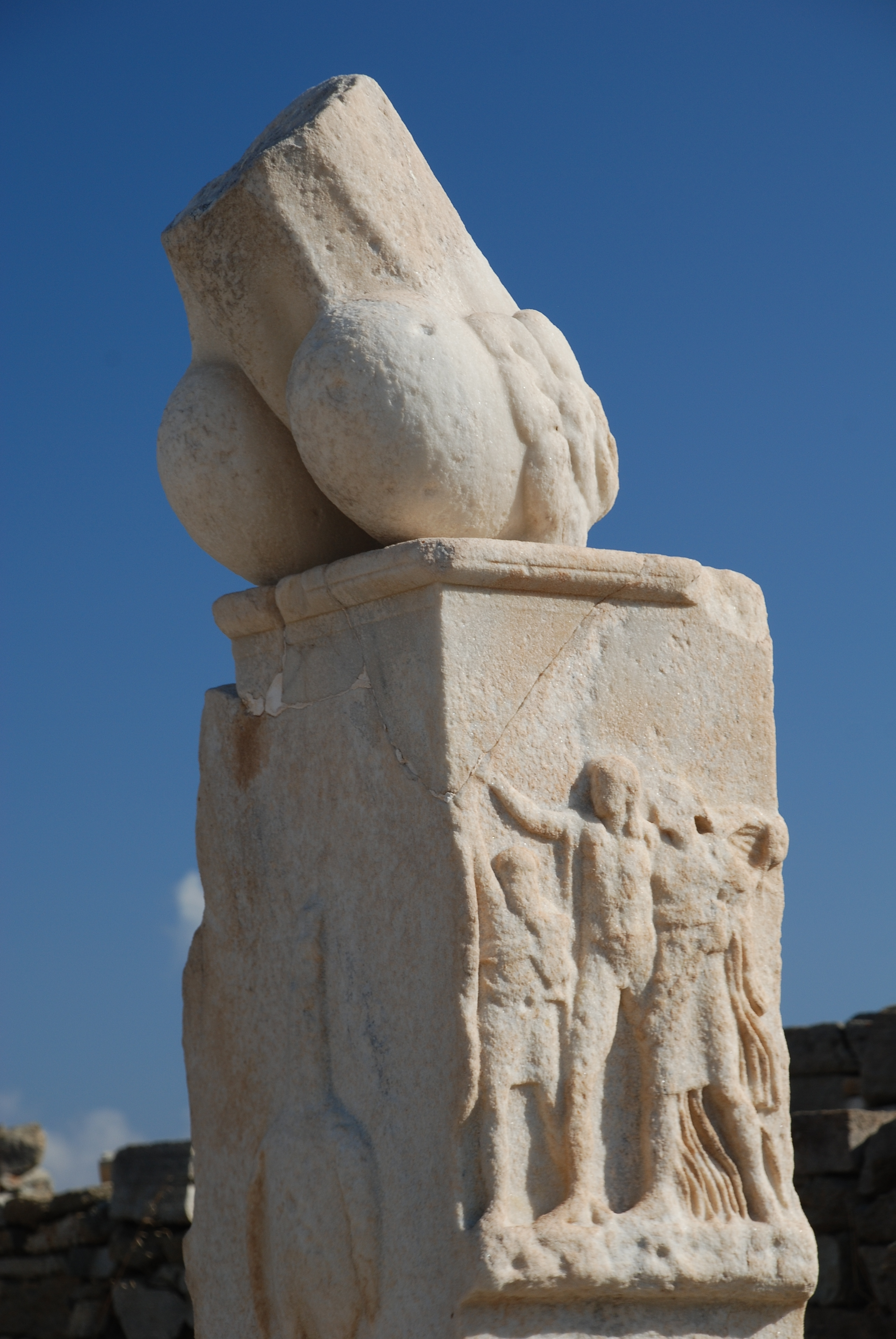
Südliche Säule
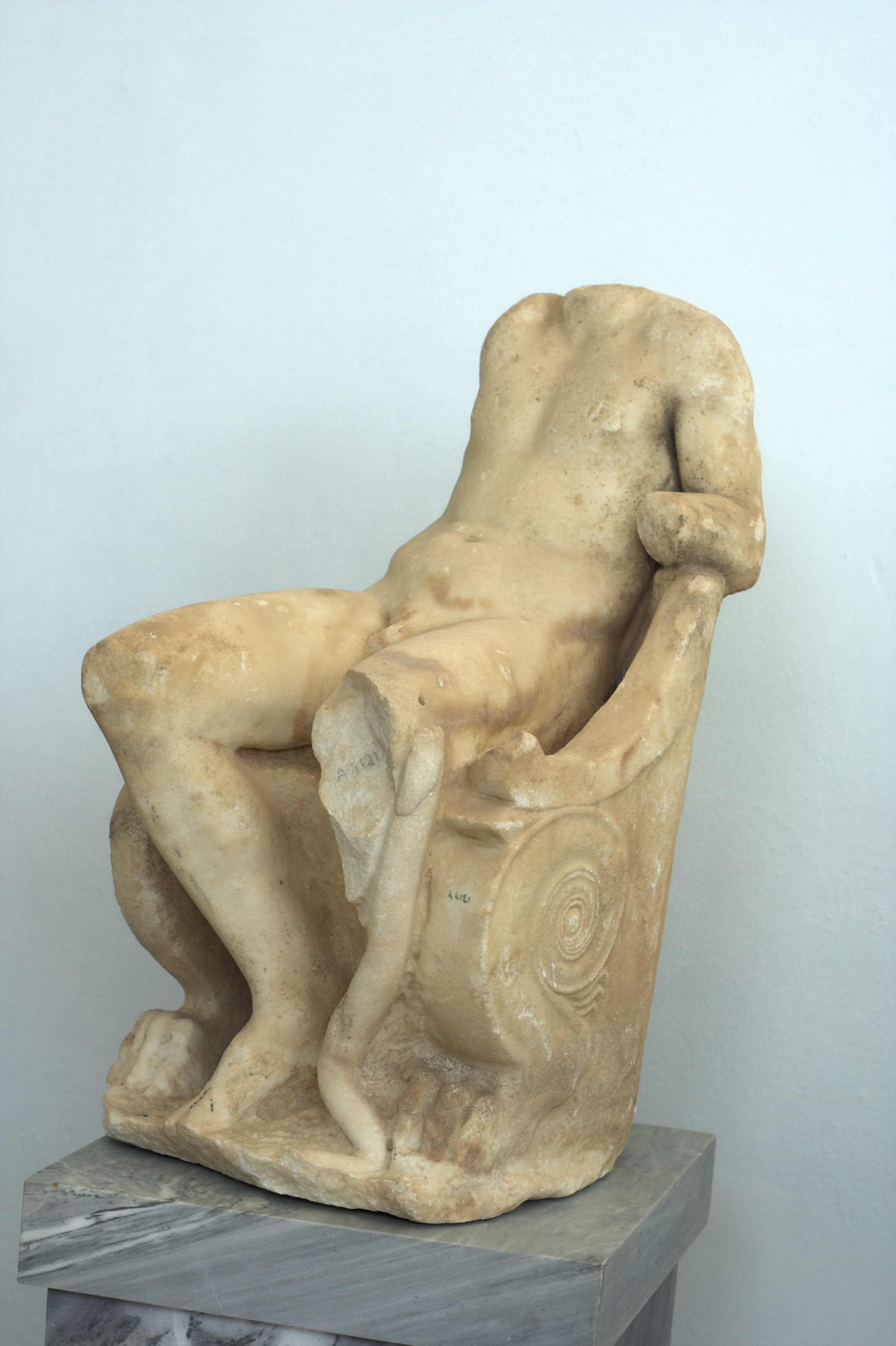
Statue Dionysos aus dem Dionysos-Tempel
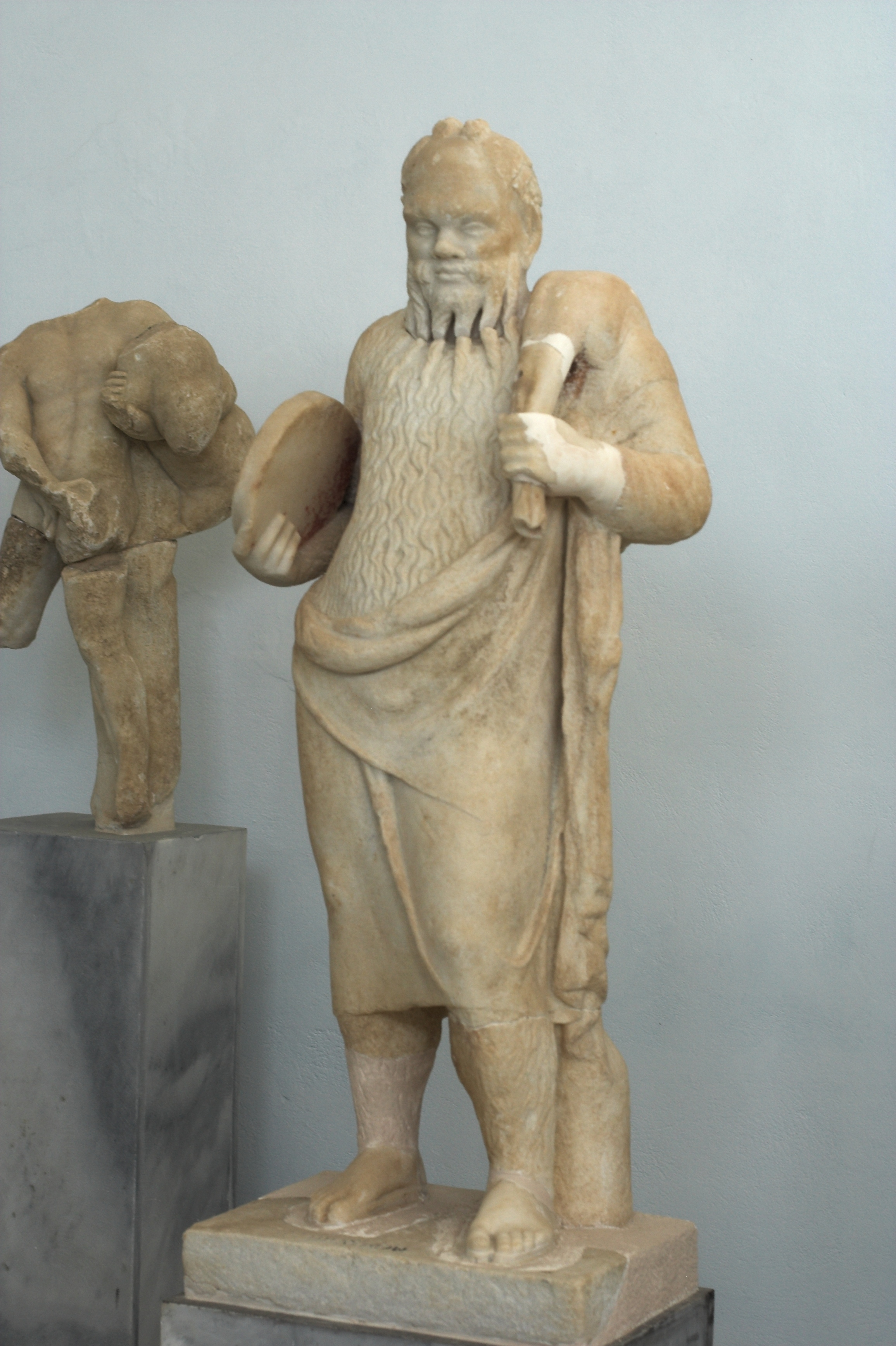
Statue des Silenos aus dem Dionysos-Tempel